# Representation of the People Act 1981
Durch den Representation of the People Act 1981, ein am 2. Juli 1981 in Kraft getretenes britischen Gesetz, wurde eine Wahlrechtsänderung festgeschrieben, die künftig verhindern sollte, dass im Gefängnis festgesetzte Häftlinge paramilitärischer Republikaner Nordirlands künftig zur Wahl ins Britische Unterhaus kandidieren können.
Der konkrete Anlass der Wahlrechtsänderung war der Wahlsieg des inhaftierten IRA-Mitglieds Bobby Sands im Maze Prison, der im April 1981 ins britische Unterhaus gewählt wurde und 26 Tage nach seinem Wahlsieg im nordirischen Wahlkreis Fermanagh and South Tyrone an den Folgen seines politisch motivierten Hungerstreiks starb. Der Streik hatte die Wiedererlangung des Status eines politischen Häftlings zum Ziel, dem nordirischen Special Category Status.
In dem britischen Wahlgesetz von 1981 ist festgeschrieben, dass keine Person bei britischen Unterhauswahlen kandidieren kann, die wegen einer Straftat in Großbritannien oder in der Republik Irland zu mehr als einem Jahr Gefängnis in der Vergangenheit verurteilt wurde oder während einer stattfindenden Wahl verurteilt wird. Dies gilt in gleicher Weise auch für gewählte Mitglieder des Unterhauses.
Wegen dieses Gesetzes konnte kein Häftling mehr kandidieren und es wurde Owen Carron als Kompromisskandidat der nationalen Kräfte in Nordirland aufgestellt, der aus seiner Sympathie für die Sinn Féin kein Geheimnis machte und die Nachwahl in Fermanagh & South Tyrone mit großer Mehrheit gewann.